# Crotalaria ononoides
Crotalaria ononoides är en ärtväxtart som beskrevs av George Bentham. Crotalaria ononoides ingår i släktet sunnhampor, och familjen ärtväxter. Inga underarter finns listade i Catalogue of Life.